# Альошин Борис Володимирович
Бори́с Володи́мирович Альошин (*19 жовтня 1901, Замостя, Польща — 29 вересня 1992, Харків, Україна) — видатний гістолог-ендокринолог, доктор біологічних наук, професор, завідувач кафедри гістології, цитології та ембріології Харківського медичного інституту (1937 – 1974), заслужений діяч науки УРСР (1956), Лауреат Державної премії УРСР (1973).

## Життєпис
Народився у місті Замостя (колишня Люблінська губернія) в родині військово-морського лікаря.
В 1918 р. закінчив гімназію у Севастополі й тут провів юнацькі роки. Далі працював санітаром, потім препаратором Севастопольської біологічної станції.
У 1921—1922 р. працював викладачем навчального загону Чорноморського флоту.
У 1922 – 1925 рр. Б. В. Альошин навчався на біологічному факультеті Московського університету, у 1929 р. закінчив аспірантуру на кафедрі гістології у проф. О. В. Рум’янцева.
У 1925 – 1931 рр. працював спочатку лаборантом, а згодом — викладачем Пречистенського робітничого факультету (Москва). У 1930 – 1934 рр. перебував на посаді асистента кафедри гістології першого Московського державного медичного університету, з 1932 р. — в. о. доцента. У 1931 – 1935 рр. Борис Володимирович працював у Державному інституті експериментальної ендокринології (Москва) — спочатку старшим науковим співробітником, а з 1935 р. — завідувачем відділу морфології. У 1934 – 1937 рр. вчений — доцент Московського клінічного інституту. У 1935 р. Б. В. Альошин захистив дисертацію на здобуття вченого ступеня доктора біологічних наук за темою «Исследования по метаморфозу амфибий». У цьому ж році він отримав вчене звання доктор біологічних наук, з 1938 р. — професор Харківського медичного інституту (ХМІ). У 1937 р. обраний за конкурсом завідувачем кафедри гістології ХМІ, де працював до 1974 рр. та одночасно (1938 – 1941; 1944 – 1959) — завідувачем відділу гістофізіології Українського інституту ендокринології (Харків)]. З 1938 р. викладав курс гістології на біологічному факультеті Харківського університету. З 1941 по 1944 р. перебував в евакуації з першим Харківським медичним інститутом у м. Чкалов (нині Оренбург). Професор Борис Володимирович Альошин помер у 1992 р. Похований у м. Харків на кладовищі № 2 .

## Наукова та педагогічна робота
Основний та найбільш плідний період науково-дослідного та педагогічного життя Б. В. Альошина пов'язаний з Харківським інститутом ендокринології та хімії гормонів й Харківським медичним інститутом, де він створив свою наукову школу. Він є автором понад 200 наукових праць, у тому числі 6 монографій та підручників з гістології. Розробка теоретичних проблем нейроендокринології дозволила Борису Володимировичу описати закономірності функціональної діяльності щитоподібної залози та створити теорію патогенезу зобної хвороби. Цим питанням присвячені його монографії «Розвиток зобу та патогенез зобної хвороби» (1954) та «Зобна хвороба та тиреотоксикоз» (1965).
Вчений поглиблено вивчав систему гіпоталамус – гіпофіз – щитоподібна залоза. Б. В. Альошин — співавтор підручника з гістології, який вийшов друком за редакцією професора В. Г. Єлісєєва (1963). Цей підручник перевидавався ще 4 рази (1971, 1983, 1989, 1999). Видання 1989 р. переведено іспанською мовою. Монографія «Гістофізіологія гіпоталамо-гіпофізарної системи» (1971) удостоєна Державної премії УРСР у 1973 р..
Досліджував механізми зв'язку між нервовою та ендокринною системами.
Велике місце у творчості Б. В. Альошина належало педагогічній діяльності. Протягом понад 40 років він брав активну участь у підготовці лікарських наукових кадрів для охорони здоров'я. Під керівництвом професора захищено 17 докторських та 51 кандидатська дисертації.
Член КПРС з 1941 року. Був членом Вченої медичної ради МОЗ УРСР, експертної комісії ВАК Міністерства вищої і спеціальної середньої освіти СРСР, редакційної колегії ряду часописів, зокрема «Архіву анатомії, гістології й ембріології» .

## Нагороди та відзнаки
·      Заслужений діяч науки УРСР (1956) [4];
·      Державна премія України в галузі науки і техніки за монографію «Гістофізіологія гіпоталамо-гіпофізарної системи» (1973).